# Шебојган (Висконсин)
Шебојган (енгл. Sheboygan) град је у америчкој савезној држави Висконсин.

## Демографија
По попису из 2010. године број становника је 49.288, што је 1.504 (-3,0%) становника мање него 2000. године.
| Група             | 2000.          | 2010.          |
| Белци             | 43.189 (85,0%) | 38.108 (77,3%) |
| Афроамериканци    | 436 (0,9%)     | 885 (1,8%)     |
| Азијати           | 3.290 (6,5%)   | 4.439 (9,0%)   |
| Хиспаноамериканци | 3.034 (6,0%)   | 4.866 (9,9%)   |
| Укупно            | 50.792         | 49.288         |